# Projekt MPSV06
Das Projekt MPSV06 beschreibt eine Schiffsklasse des russischen Verkehrsministeriums. Die Rettungs- und Bergungsschiffe werden von Rosmorrechflot für Patrouillenfahrten und Rettungseinsätze in der Arktis eingesetzt.

## Geschichte
Der Schiffstyp wurde vom Marine Engineering Bureau entworfen. Im Dezember 2012 wurden zwei Einheiten bei der Nordic Yards Wismar bestellt. Sie wurden zwischen 2013 und 2015 gebaut. Die Anschaffung erfolgte im Rahmen des „Föderalen Zielprogramms“ Entwicklung des Verkehrssystems Russlands (2010–2015). Eine dritte Einheit befindet sich auf der Amur-Werft in Komsomolsk am Amur im Bau, der Bau eines vierten Schiffes wurde 2021 ausgeschrieben.

## Beschreibung
Die Schiffe sind rund 87 Meter lang, rund 19 Meter breit und bieten Platz für 38 Personen, davon 26 Besatzungsmitglieder und 12 weitere Personen wie beispielsweise Techniker, Rettungspersonal oder ähnliche. Sie sollen unter extremen Witterungsverhältnissen zu Such- und Rettungsaktionen sowie Notschleppeinsätzen in der Lage sein und verfügen über ein Bordhospital. An Bord können 95 gerettete Personen untergebracht werden. Die Schiffe können auch als Feuerlösch- und Ölbekämpfungsschiffe genutzt werden. Darüber hinaus verfügen sie über Sonar für Untersuchungen des Meeresbodens und beschädigter Objekte in Tiefen von bis zu 1000 Metern sowie einen Hubschrauberlandeplatz am Bug.
Die Schiffe verfügen über einen dieselelektrischen Antrieb mit vier Wärtsilä-Dieselgeneratoren für die Stromerzeugung und zwei ABB-Propellergondeln mit Festpropeller. Die Schiffe sind mit zwei Bugstrahlrudern ausgerüstet.
Die Schiffe sind mit zwei Kranen ausgerüstet, die jeweils 32 t heben können und einem Heckgalgen, der 80 t heben kann. Der Pfahlzug der Schiffe beträgt 90 t. Sie können rund 30 Tage auf See bleiben. Der Rumpf ist eisverstärkt und verfügt über die russische Eisklasse „Eisbrecher6“.

## Schiffe
| Projekt MPSV06          | Projekt MPSV06          | Projekt MPSV06 | Projekt MPSV06                                         | Projekt MPSV06             |
| Bauname                 | Bauwerft Baunummer      | IMO-Nummer     | Kiellegung Stapellauf Ablieferung                      | Spätere Namen und Verbleib |
| ----------------------- | ----------------------- | -------------- | ------------------------------------------------------ | -------------------------- |
| Beringov Proliv         | Nordic Yards Wismar 217 | 9682411        | 12. November 2013 21. September 2014 10. Oktober 2015  |                            |
| Murman                  | Nordic Yards Wismar 218 | 9682423        | 12. November 2013 21. September 2014 22. November 2015 |                            |
| Spasatel Petr Gruzinsky | Amur-Werft 360          | 9936082        | 21. Juli 2010                                          | Kerchensky Proliv          |